# Apatania cimbrica
Apatania cimbrica là một loài Trichoptera trong họ Apataniidae. Chúng phân bố ở miền Cổ bắc.